# سانت‌آرانجلو
سانت‌آرانجلو (به ایتالیایی: Sant'Arcangelo) یک کومونه در ایتالیا است که در استان پوتنزا واقع شده‌است. سانت‌آرانجلو ۸۹ کیلومتر مربع مساحت و ۶٬۵۴۸ نفر جمعیت دارد و ۳۸۸ متر بالاتر از سطح دریا واقع شده‌است.